# Vart tar alla vackra flickor vägen
Vart tar alla vackra flickor vägen är en sång skriven av Karl Gerhard med musik av Kai Gullmar. Karl Gerhard sjöng sången i en av sina revyer första gången 1942. År 1943 sjöng han in den på skiva.
En cover framfördes av Magnus Uggla på Karl Gerhard-tribualbumet Ett bedårande barn av sin tid 2006.